# Young Girls (bài hát)
"Young Girls" là một ca khúc của nam ca sĩ-nhạc sĩ người Mỹ Bruno Mars nằm trong album phòng thu thứ hai của anh, Unorthodox Jukebox (2012). Ca khúc được chọn làm đĩa đơn quảng bá đầu tiên cho album và được phát hành ở Mỹ vào ngày 6 tháng 11 năm 2012. "Young Girls" được sáng tác bởi Jeff Bhasker, Emiley Haynie, Bruno Mars, Philip Lawrence và Ari Levine.

## Danh sách ca khúc
| Tải kỹ thuật số | Tải kỹ thuật số | Tải kỹ thuật số |
| STT             | Nhan đề         | Thời lượng      |
| --------------- | --------------- | --------------- |
| 1.              | "Young Girls"   | 3:49            |

## Tham gia thực hiện
- Hát chính – Bruno Mars
- Sáng tác – Jeff Bhasker, Emiley Haynie, Bruno Mars, Philip Lawrence, Ari Levine
- Hãng đĩa: Atlantic

## Xếp hạng
| Bảng xếp hạng (2012)      | Vị trí cao nhất |
| ------------------------- | --------------- |
| Úc (ARIA)                 | 62              |
| Canada (Canadian Hot 100) | 63              |
| Pháp (SNEP)               | 123             |

## Lịch sử phát hành
| Quốc gia | Ngày                | Định dạng       | Hãng đĩa |
| -------- | ------------------- | --------------- | -------- |
| Hoa Kỳ   | 6 tháng 11 năm 2012 | Tải kỹ thuật số | Atlantic |